# Onchidoris
Genre
Onchidoris est un genre de mollusques de l'ordre des nudibranches.

## Liste des espèces
Selon World Register of Marine Species, on compte vingt-six espèces :
- Onchidoris albonigra (Pruvot-Fol, 1951)
- Onchidoris aspera (Alder & Hancock, 1842)
- Onchidoris aureopuncta (A. E. Verrill, 1901)
- Onchidoris bilamellata (Linnaeus, 1767)
- Onchidoris bouvieri (Vayssière, 1919)
- Onchidoris brasiliensis Alvim, Padula & Pimenta, 2011
- Onchidoris cervinoi Ortea & Urgorri, 1979
- Onchidoris depressa (Alder & Hancock, 1842)
- Onchidoris diademata (Gould, 1870)
- Onchidoris grisea (Gould, 1870)
- Onchidoris hystricina (Bergh, 1878)
- Onchidoris inconspicua (Alder & Hancock, 1851)
- Onchidoris lactea (A. E. Verrill, 1900)
- Onchidoris macropompa Martynov, Korshunova, Sanamyan & Sanamyan, 2009
- Onchidoris maugeansis (Burn, 1958)
- Onchidoris miniata (A. E. Verrill, 1901)
- Onchidoris muricata (O. F. Müller, 1776)
- Onchidoris neapolitana (delle Chiaje, 1841)
- Onchidoris oblonga (Alder & Hancock, 1845)
- Onchidoris olivacea (A. E. Verrill, 1900)
- Onchidoris pusilla (Alder & Hancock, 1845)
- Onchidoris quadrimaculata (A. E. Verrill, 1900)
- Onchidoris reticulata Ortea, 1979
- Onchidoris sparsa (Alder & Hancock, 1846)
- Onchidoris tenella (Gould, 1870)
- Onchidoris tridactila Ortea & Ballesteros, 1982